# Шипование деревьев

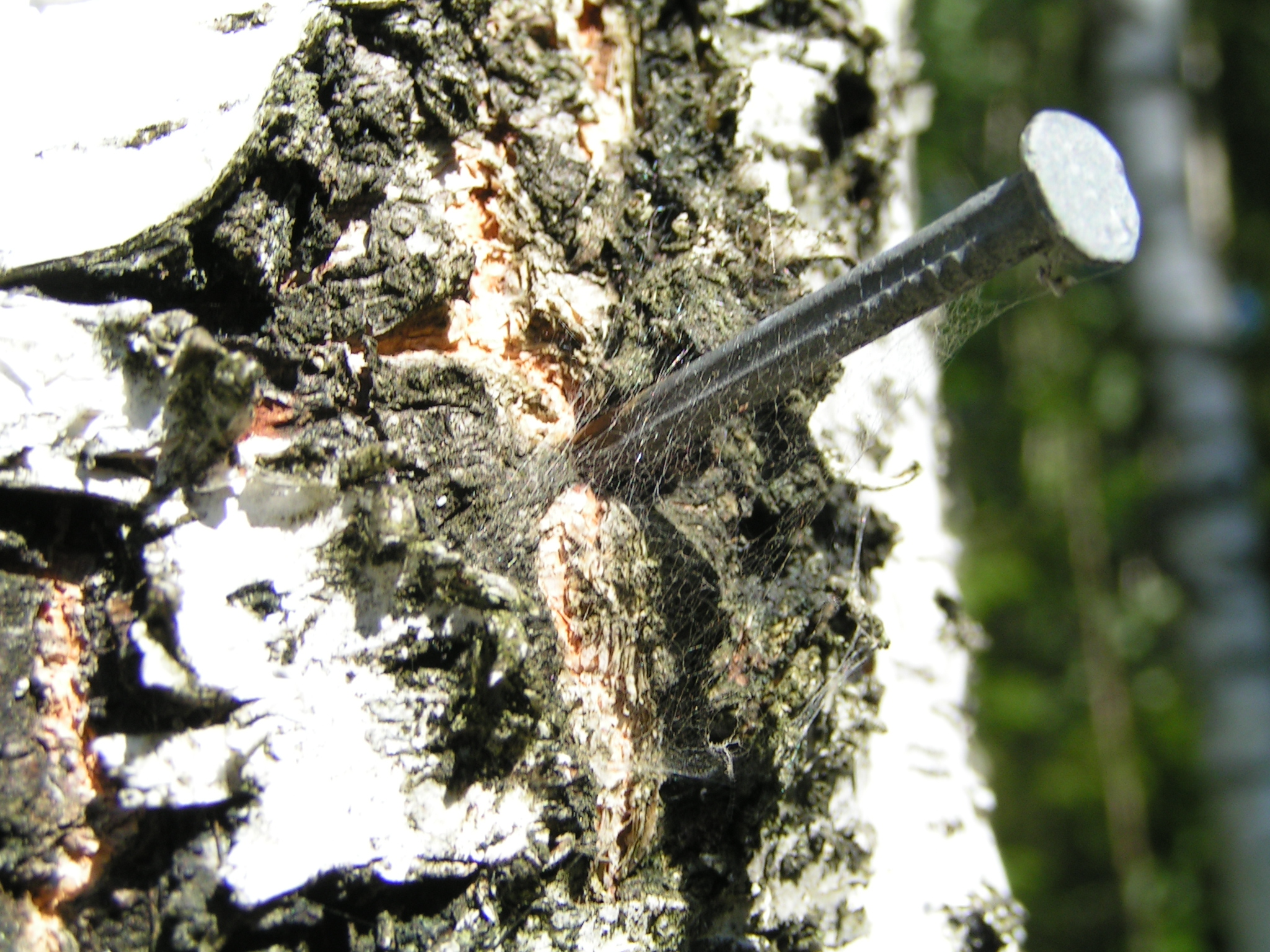
Гвоздь, вбитый в ствол дерева

Шипование деревьев — один из радикальных способов противодействия вырубке деревьев. Фактически, шипование деревьев — это вбивание длинных железных или керамических гвоздей в ствол дерева под разными углами. Дорогостоящие автоматические пилы или бензопилы, а в некоторых случаях даже лесопилки, при столкновении с такими гвоздями легко ломаются, отчего вырубание таких деревьев перестаёт быть экономически оправданным. Это может нанести серьезные ранения лесорубам (так, в 1987 году работник калифорнийской лесопилки Джордж Александр получил серьёзные ранения при распилке шипованного бревна), поэтому шипование деревьев нередко относят к формам экологического терроризма.
Считается, что шипование деревьев появилось на северо-западе США в самом конце XIX века во время конфликта между двумя лесозаготовительными компаниями за часть территории. Однако широкую известность явление получило в 1980-х годах, после того как Дейв Форман (один из основателей движения Earth First!) упомянул об этом явлении в своей книге «Экозащита». Позже он начал выпускать листовки с подробными инструкциями о том как правильно шиповать деревья.
Шипованные деревья часто помечаются (в России это обычно крупная буква «Ш»), а компании, ответственные за вырубку деревьев, уведомляются о факте шипования. Это делается потому, что основной целью шипования является сохранение деревьев, а не поломка оборудования или ранение лесорубов. По мнению активистов движения, риск ранения мал: шипованные деревья помечены, современные бензопилы снабжены различными защитными приспособлениями дабы избежать травм, на лесопилках правилами технической безопасности предписано огораживать рабочее пространство защитными прозрачными щитами. Несмотря на это, практика шипования активно осуждается не только правительствами и лесозаготовительными компаниями, но и самими активистами из Earth First!, которые уже в 1990 году официально отказались от использования шипования в своей борьбе за экологию.
В последнее время практика шипования деревьев набирает популярность в России, особенно в крупных городах.
С 1988 года шипование деревьев является уголовным преступлением в США. В России же — это административное правонарушение, наказываемое штрафом.